# Асахи-модзи
Асахи-модзи (яп. 朝日文字, «знаки Асахи») — варианты японских иероглифов, используемые в газете «Асахи симбун». В отличие от Китая, где упрощение иероглифов применено ко всем знакам, в Японии обычно упрощают только знаки из списков Дзёё кандзи и Дзиммэйё кандзи, а хёгайдзи пишут в неупрощённой форме: к примеру, яп. 齊, 齋, 劑, 濟 печатают в упрощённой форме, так как они входят в список Дзёё, — яп. 斉, 斎, 剤, 済; хёгайдзи яп. 臍, 纃, 薺, также содержащие часть яп. 齊, остаются в традиционном виде.
Упрощение началось в 1955 году, когда были выбраны первые 4000 наиболее часто употребляемых иероглифов. Политика газеты Асахи симбун заключается в том, чтобы применять упрощения также и к хёгайдзи: поэтому знак «пупок» (яп. 臍 хэсо) печатается в газете в виде яп. ⿰月斉 (этот знак существует в виде яп. 𦜝 (𦜝), но может неверно отображаться), а «несогласие» (яп. 齟齬 сого) печатается яп. ⿰歯且⿰歯吾 (яп. 𪗱𪘚); подобные знаки стали известны как «иероглифы [газеты] Асахи». Данные упрощения используются только газетой Асахи.
Некоторые из «асахи-модзи» были включены в стандарт JIS X 0208 и более поздние, небольшая часть асахи-модзи поддерживается Юникодом. Отдельные формы стали де-факто стандартными, благодаря включению в стандарт JIS (вероятно, из-за простоты отображения на мониторах с низким разрешением: яп. 鹸 в «мыло» (яп. 石鹸 сэккэн), устаревшая форма яп. 鹼 отсутствует в поздних версиях стандарта. Знак «тапиока» (яп. 葛 кудзу) стал предметом споров, так как в JIS была включена только упрощённая форма, а кюдзитай яп. 曷 добавили туда только из-за протестов людей, живущих в местах, чьё название содержит старую версию иероглифа. С другой стороны, название специального района Токио Кацусика было изменено с 曷飾区 на 葛飾区. Упрощение яп. 辶 и яп. 示 встречается и в других газетах.
Список упрощаемых иероглифов выдержал три издания: в 1956, 1958 и 1960 годах.